# Кертис, Джордж Тикнор
Джордж Тикнор Ке́ртис (англ. George Ticknor Curtis; 28 ноября 1812, Уотертаун, Массачусетс — 28 марта 1894, Манхэттен, Нью-Йорк) — североамериканский юрист и писатель.
Напечатал много ценных трудов по морскому праву, по вопросам авторского права, а также «Commentaries on the jurisprudence, practice and peculiar jurisdiction of the Courts of the United States» (1854—1858). Особую известность дали Кертису его «History of the origin, formation and adoption of the Constitution of the United States» (Лондон и Нью-Йорк, 1854—1860, испанский перевод: Curtis, George T. Historia del orijen, formación y adopción de la Constitución de los Estados Unidos. Buenos Aires, Imprenta del Siglo, 1866. 547 p.), превосходные биографии Вебстера («Life of Daniel Webster». — New York, 1870) и Бьюкенена («Life of James Buchanan». — 1883), а также «Creation or Evolution» (London, 1887).